# Leitersweiler
Leitersweiler ist ein Stadtteil und Gemeindebezirk der Stadt St. Wendel im gleichnamigen Landkreis im Saarland. Bis Ende 1973 war Leitersweiler eine eigenständige Gemeinde.

## Geographie
Leitersweiler liegt etwa 5 Kilometer ostnordöstlich von St. Wendel unterhalb der sogenannten Leitersweiler Buchen auf einer Höhe von 420 Meter über NN in einem Nebental des oberen Betzelbaches. Der Ort liegt in einem Kessel, so dass er aus der Ferne so gut wie nicht zu sehen ist. Nach Westen hin befinden sich teilweise bewaldete Hänge, nach Osten ein fallendes offenes Wiesental und nach Norden ein ansteigendes offenes Wiesental. Nach Süden wird der Blick eingegrenzt durch eine Anhöhe, auf der sich das Wahrzeichen von Leitersweiler befindet, der Buchenwald.

## Geschichte
Die erste urkundliche Erwähnung des Ortes Leitersweiler datiert vom 13. Januar 1344. In dieser Urkunde wurden eine Frau Adelheid vom Hofe, die heutige Nachbargemeinde Hoof und die Leute Wylche, Heekin und Herbord von „Luterßwiller“ genannt. Somit haben Hoof und Leitersweiler eine gemeinsame Urkunde. Der Ortsname Leitersweiler ist in dem altgermanischen Vornamen „liut-han“, eine Bezeichnung für den Namen des alten Licht- und Feuergottes Loki enthalten.
Ulrich vom Steine und seine Gemahlin Irmgard von Heinzenberg waren die ersten Grundherren. Ihr Besitz vererbte sich über die Töchter 1420 an die Herren Vogt von Hunolstein, die Herren Manderscheid und von Dhaun und Schwarzenberg. Im Pfälzischen Erbfolgekrieg wurde das Dorf 1667 von den Franzosen zerstört. Nach dem Wiederaufbau wurde der hunolsteinische Anteil des Dorfes 1723 an die Freiherren von Schorenberg verkauft, die diesen an den Herzog von Pfalz-Zweibrücken abtraten.
Nach der Besetzung des Linken Rheinufers durch französische Revolutionstruppen (1794) gehörte Leitersweiler von 1798 bis 1814 zum Kanton St. Wendel im Arrondissement Saarbrücken im Saardepartement. Leitersweiler hatte damals 164 Einwohner. Aufgrund der Beschlüsse auf dem Wiener Kongress und eines Zusatzvertrages mit dem Königreich Preußen kam der Ort 1816 zur „Herrschaft Baumholder“, die zum Herzogtum Sachsen-Coburg-Saalfeld gehörte und 1819 in Fürstentum Lichtenberg umbenannt wurde. 1834 kam das Fürstentum und damit auch Leitersweiler zur preußischen Rheinprovinz.
In dieser Zeit von Armut und Not wanderten viele Einwohner nach Amerika aus. Mit der Fertigstellung der Rhein-Nahe-Eisenbahn im Jahre 1860 fanden viele Einwohner in den nahe gelegenen Steinkohlengruben und in den Stumms Eisenhütten Arbeit. Im Deutsch-Französischen Krieg 1870/71 und in beiden Weltkriegen gab es viele Tote zu beklagen. Nach Ende des Zweiten Weltkrieges wurde Leitersweiler 1947 ins Saarland eingegliedert und gehörte nun zum Landkreis St. Wendel.
Im Rahmen der saarländischen Gebiets- und Verwaltungsreform wurde die bis dahin eigenständige Gemeinde Leitersweiler am 1. Januar 1974 der Kreisstadt St. Wendel zugeordnet.

## Politik

### Ortsrat
Der Ortsrat des Gemeindebezirks Leitersweiler hat neun Mitglieder, Ortsvorsteher ist Bernd Closter, SPD.
Die Sitzverteilung nach den letzten Wahlen:
| Wahl | CDU | SPD | Gesamt  |
| 2019 | 4   | 5   | 9 Sitze |
| 2014 | 3   | 6   | 9 Sitze |
| 2009 | 2   | 7   | 9 Sitze |
| 2004 | 2   | 7   | 9 Sitze |
| 1999 | 3   | 6   | 9 Sitze |
| 1994 | 3   | 6   | 9 Sitze |

### Partnerschaft
Es besteht seit den 1970er Jahren eine Partnerschaft mit dem gleichnamigen Ort Leiterswiller im Unterelsass.
Auch eine jährliche Busfahrt findet statt.

### Wappen
Das neu erschaffene Ortswappen von Leitersweiler wurde erstmals anlässlich der 650-Jahr-Feier im Jahre 1994 vorgestellt. Das Wappen zeigt oben rechts in Grün einen aus der Spaltung wachsenden, schreitenden silbernen Löwen; oben links in Gold eine gesichtete rote Sonne; unten rechts in Silber ein schräglinks gelegter dreiblättriger Buchenzweig; unten links in Schwarz ein rotgekrönter goldener Löwe.

## Sehenswürdigkeiten
- Die Leitersweiler Buchen stehen als Naturdenkmal auf einer Anhöhe von 465 NN, südlich von Leitersweiler. Erstmals wurden sie zu Beginn des Dreißigjährigen Krieges 1618 erwähnt; seit 1913 stehen sie unter Naturschutz.
- Das Naturschutzgebiet Leitersweiler Buchen und Tiefenbachtal erstreckt sich bis zu den Osterauen in Niederkirchen. Der neu errichtete Premiumwanderweg „Tiefenbachpfad“ führt auch daran vorbei. Von der Schutzhütte hat man bei schönem Wetter einen Ausblick bis zu den Hängen des Hunsrück.
- Im Jahre 1780 gab es die ersten Grabungen nach Steinkohle auf der Gemarkung Leitersweiler. Die Sachsen-Coburgische Regierung erteilte den Gebrüdern Cetto vom Langenfelderhof in St. Wendel die Konzession für die Gruben im Mühlenwald und im Alzel. Vier Stollen wurden daraufhin in Betrieb genommen und 136 Einwohner von Leitersweiler und Umgebung fanden Arbeit. 1860 kam es zur Schließung der Kohlengruben, da im Blies- und Saarbecken ertragreichere Kohlenflöze abgebaut wurden. Als Zeitzeugen blieben: Im Mühlengraben der Bergmannsbrunnen, der Bergmannspfad, ein eingestürzter Stollen oberhalb des Brunnens und die Bergehalden.

## Kirche
Kirchlich war Leitersweiler seit seinem Bestehen bis zum Jahre 1798 mit der Pfarrei Niederkirchen verbunden. Nach einem coburgischen Intermezzo kam die Gemeinde 1839 unter preußischer Oberhoheit und wurde mit der 1825 gegründeten evangelischen Kirchengemeinde verbunden. 1850 wurde mit dem Kirchenneubau auf den Ruinen einer Kapelle aus der Zeit des Dreißigjährigen Krieges begonnen. Am 25. Juni 1851 wurde die neu erschaffene Kirche eingeweiht. Umgebaut wurde sie dann in den Jahren 1913–1915 und unter Pfarrer Ernst Seynche im Jahre 1963 grundlegend renoviert. Im Jahre 1990 wurde unter Pfarrer Jan O. Eckhoff neben der Kirche ein Gemeindezentrum erbaut. Ab 1985 gab es ein Pfarrhaus im Ort, welches aber im Jahre 2013 verkauft wurde.
Das Kirchengebäude und das Pfarrheim der katholischen Pfarrgemeinde St. Marien Urweiler – Leitersweiler befindet sich in Urweiler.